# Montanhas Alacuecber
As montanhas Alacuecber (em turco: Allahuekber Dağları) ou Carmir Foraque (em armênio: Կարմիր Փորակ; romaniz.: Karmir P’orak) são uma cadeira montanhosa na fronteira ocidental do planalto de Carse, adjacente às montanhas Soanle. Tem um pico com o mesmo nome. Se estende por quatro a seis quilômetros, na fronteira entre as províncias de Ardacane, Carse e Erzurum, na Turquia.
Quando a Primeira Guerra Mundial começou em 1914, a cordilheira ficava na fronteira entre o Império Otomano e o Império Russo. As tropas turcas sofreram um desastre durante a Batalha de Sarecamixe, quando receberam ordens de recapturar a área de Carse, que era então parte do Império Russo. Milhares de soldados turcos morreram de hipotermia na neve do inverno das montanhas Alacuecber. Em janeiro de 2022, uma estátua em memória dos soldados que morreram congelados foi inaugurada no distrito de Sarecamixe.